# Keppel Enderby
Keppel Earl Enderby, né le 25 juin 1926 et mort le 8 janvier 2015, aussi connu comme Kep Enderby, est un juge, homme politique et espérantiste australien.

## Biographie

### Jeunesse
Keppel Enderby nait le 25 juin 1926 à Dubbo, en Australie, dans une famille de commerçants. Il fait ses études à Dubbo, avant de rejoindre, en 1944, l’armée de l’air australienne. Il est formé pour devenir pilote, mais ne participe pas à la Seconde Guerre mondiale. Après la guerre, il étudie le droit à l’université de Sydney entre 1946 et 1950 avant de travailler au barreau de Nouvelle-Galles du Sud. Il part ensuite travailler comme barrister à Londres pendant 4 ans, période durant laquelle il étudie l’économie et les sciences politiques à l’université de Londres.

### Retraite espérantiste
Bien que Keppel Enderby connaisse l’espéranto depuis l’enfance grâce à son oncle Tom Enderby (un espérantiste actif qui aida les espérantistes juifs à immigrer en Australie), il n’apprend la langue pour l’année du centenaire de celle-ci, en 1987. Il occupe les postes de président de l’association d’espéranto australienne (entre 1991 et 1997), président de l’association d’espéranto de la justice[pas clair] (1996-2002), administrateur de l’UEA (1992-2004) et président de l’UEA (1998 - 2001). Il est le premier président de l’UEA originaire de l’hémisphère sud.

## Œuvres

### En espéranto
- (eo) Kep Enderby, « Ĉu Zamenhofa Maljusteco? »